# Istorism (filosofie)
Istorismul este o teorie filosofică și istoriografică, fondată în secolul al XIX-lea în Germania (ca Historismus), influențând Europa în secolele al XIX-lea și al XX-lea. În aceste timpuri nu a existat nicio știință naturală, umanistă sau filosofică care să nu reflecte într-un fel sau altul tipul istoric de gândire. Ea afirmă istoricitarea umanității și legătura sa cu tradițiile.
Istorismul nu trebuie cunfundat cu istoricismul, chiar dacă ambele cuvinte sunt foarte asemănătoare. (Termenul istorism este uneori rezervat pentru a identifica curentul istoricist în tradiția filosofiei și istoriografiei germane.)